# Valleigebied van de Kleine Nete met brongebieden, moerassen en heiden
Valleigebied van de Kleine Nete met brongebieden, moerassen en heiden is een Natura 2000-gebied (habitatrichtlijngebied BE2100026) in Vlaanderen. Dit gebied ligt in de Kempen nabij de Kleine Nete en haar bovenlopen. De elf deelgebieden liggen verspreid op 4884 ha over vijftien gemeenten in de provincie Antwerpen en één deelgebied ligt in de provincie Limburg. De vogelrichtlijngebieden De Zegge (BE2100424) en De Ronde Put (BE2101639) liggen gedeeltelijk binnen het habitatrichtlijngebied, samen ruim 9000 hectare.
In het gebied komen tweeëntwintig Europees beschermde habitattypes voor: actief hoogveen, blauwgraslanden, droge heide, droge heide op jonge zandafzettingen, eiken-beukenbossen op zure bodems, estuaria, galigaanvegetaties, glanshaver- en grote vossenstaartgraslanden, heischrale graslanden en soortenrijke graslanden van zure bodems, kalkmoeras, ondiepe beken en rivieren met goede structuur en watervegetaties, open graslanden op landduinen, oude eiken-berkenbossen op zeer voedselarm zand, slenken en plagplekken op vochtige bodems in de heide, valleibossen, elzenbroekbossen en zachthoutooibossen, vochtige tot natte heide, voedselarme tot matig voedselarme verlandingsvegetaties, voedselarme tot matig voedselarme wateren met droogvallende oevers, voedselrijke, gebufferde wateren met rijke waterplantvegetatie, voedselrijke, soortenrijke ruigtes langs waterlopen en boszomen, wateren met kranswiervegetaties, zure bruingekleurde vennen.
Er komen twintig Europees beschermde soorten voor in het gebied: beekprik, bittervoorn, blauwborst, boomleeuwerik, Brandts vleermuis, bruine kiekendief, drijvende waterweegbree, fint, franjestaart, gevlekte witsnuitlibel, gewone grootoorvleermuis, grijze grootoorvleermuis, gladde slang, groenknolorchis, grote modderkruiper, heikikker, ijsvogel, kamsalamander, kleine modderkruiper, laatvlieger, nachtzwaluw, porseleinhoen, rivierdonderpad, rivierprik, roerdomp, rosse vleermuis, rugstreeppad, Spaanse vlag,wespendief, zwarte specht.
Gebieden die deel uitmaken van het Natura 2000-gebied zijn onder andere: Snepkensvijver-Heiberg, Olens Broek en Langendonk, Zwart Water, Grote Neerheide,Mosselgoren, Zomerzang, Ronde Put, Hoge Moer, Buitengoor, Meergoor, Koemook, Groesgoor, Sluismeer, De Maat-Den Diel, Grootbos, Luyksgestelse heide, kamp Grobbendonk, Schupleer-Graafweide, Kleine Netevallei van Lier tot Vierseldijk, Lommelse Sahara, Riebos, De Zegge.

## Afbeeldingen

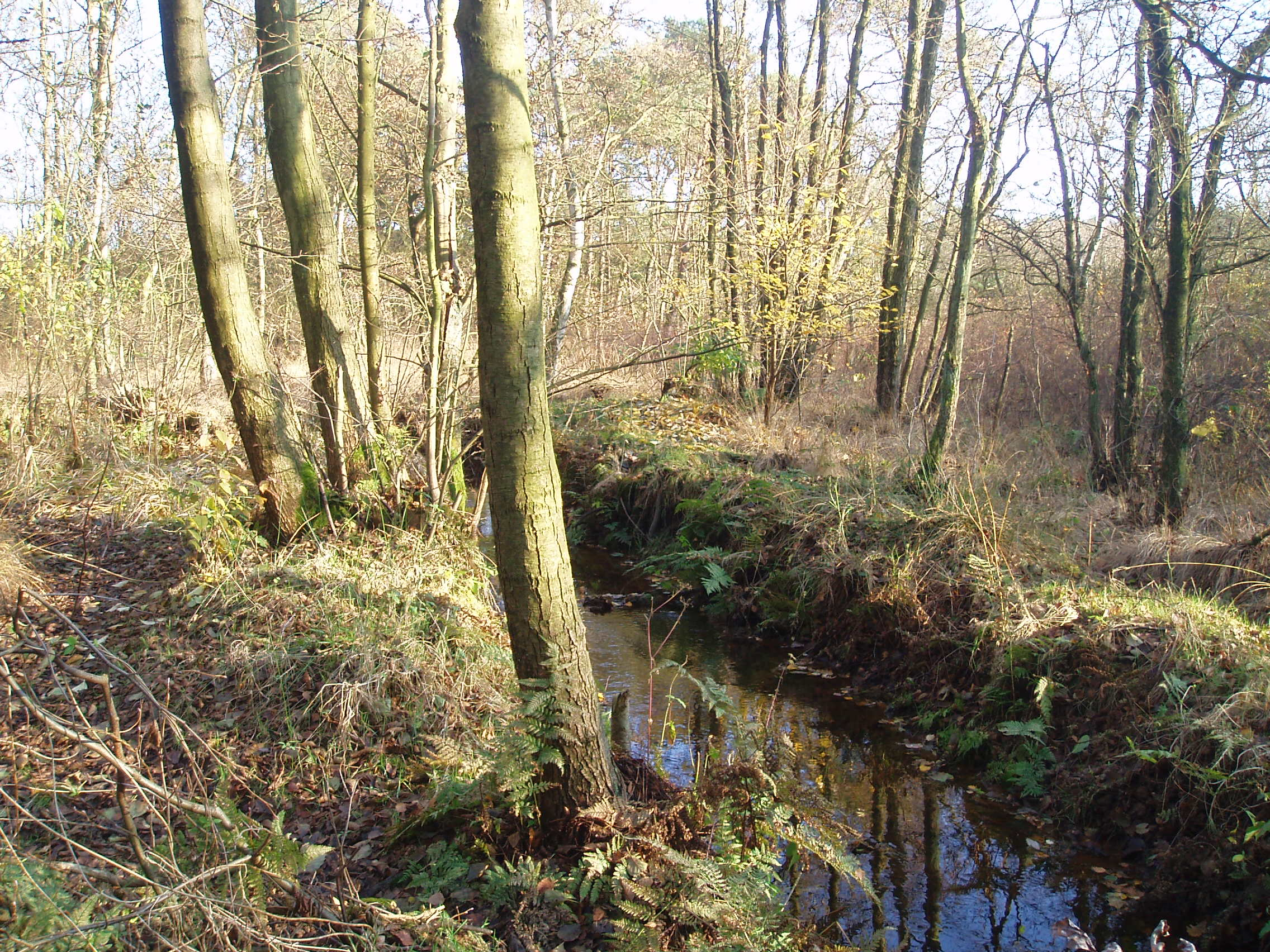
Buitengoor
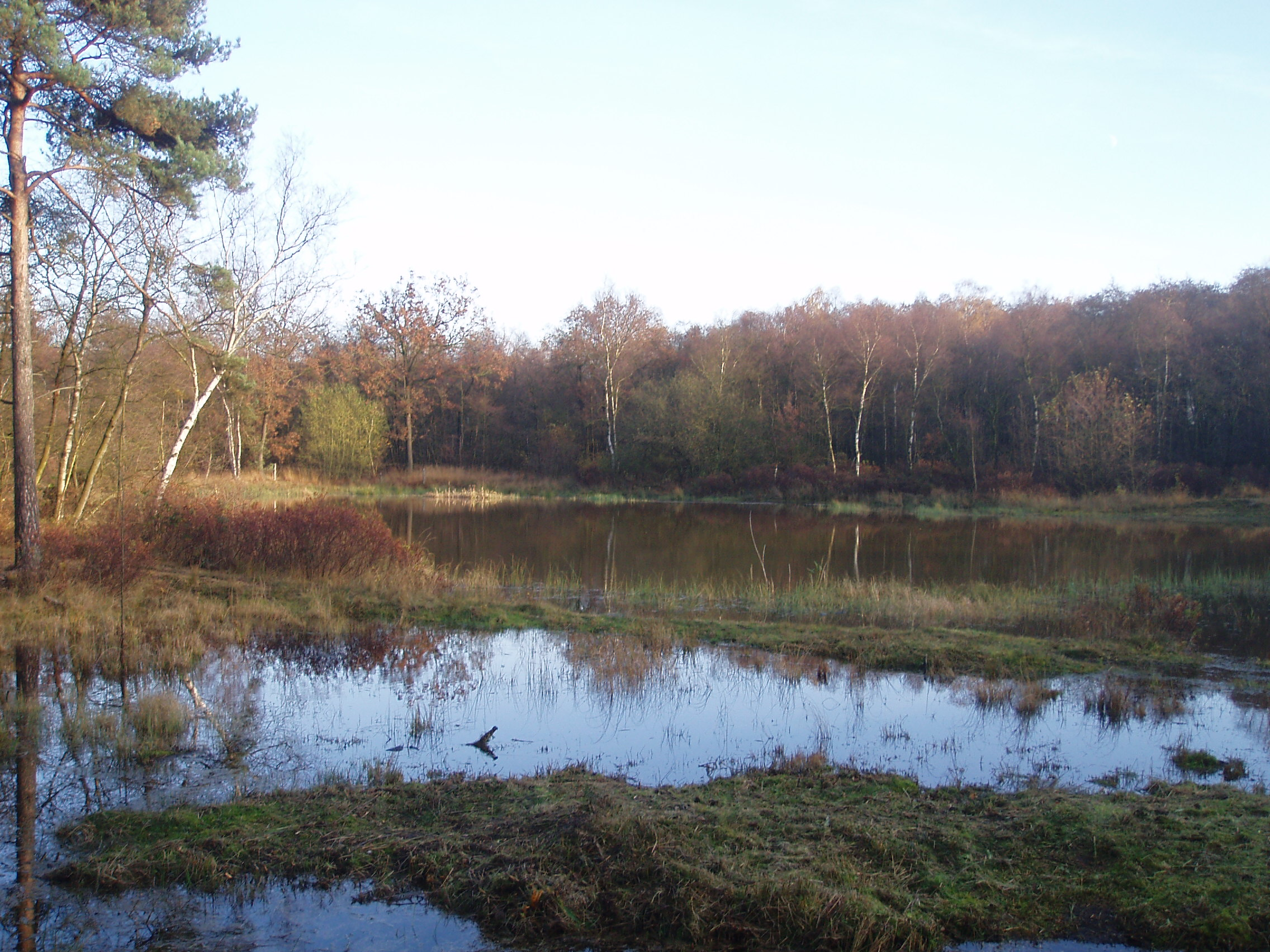
Buitengoor
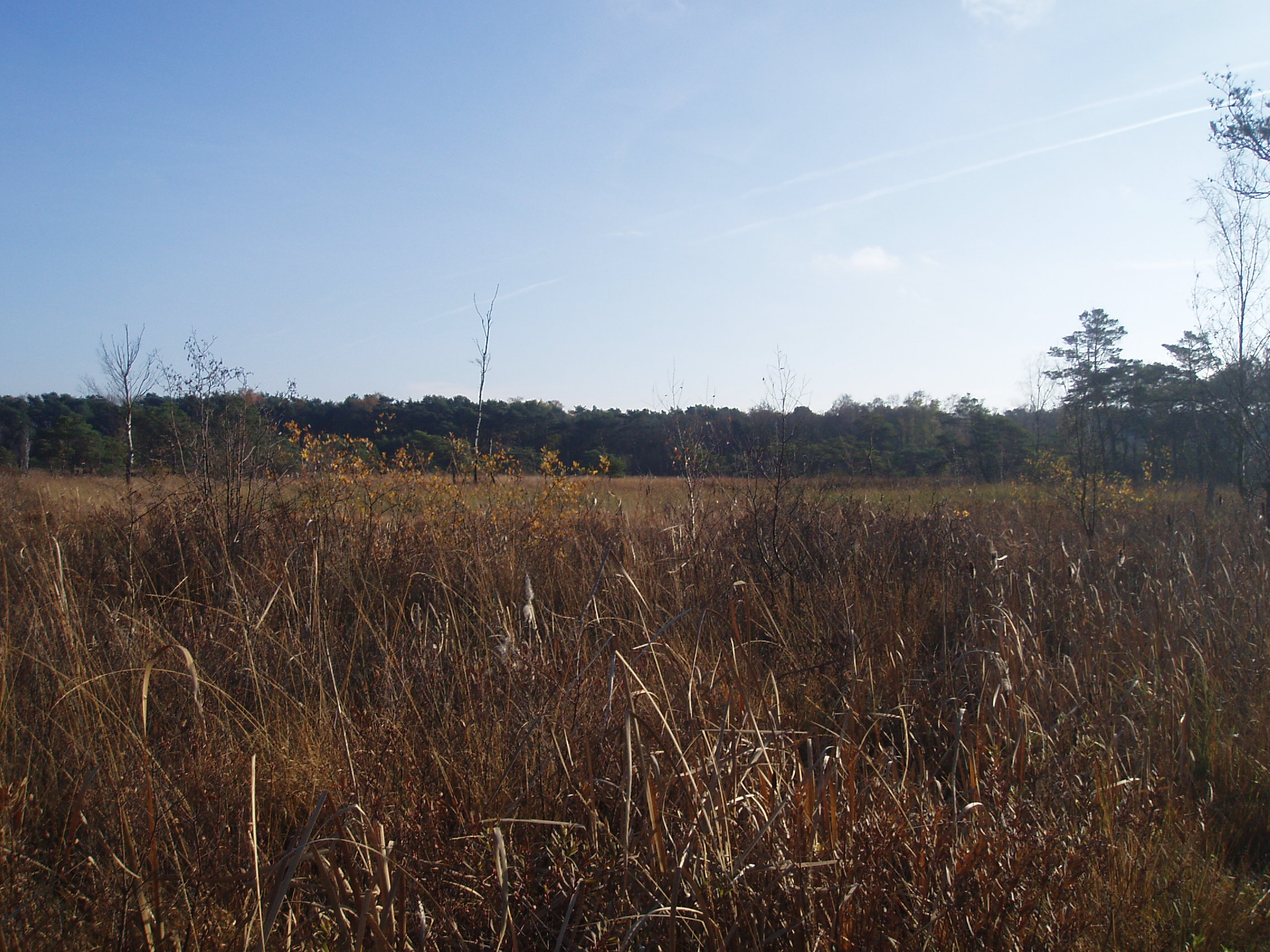
Buitengoor
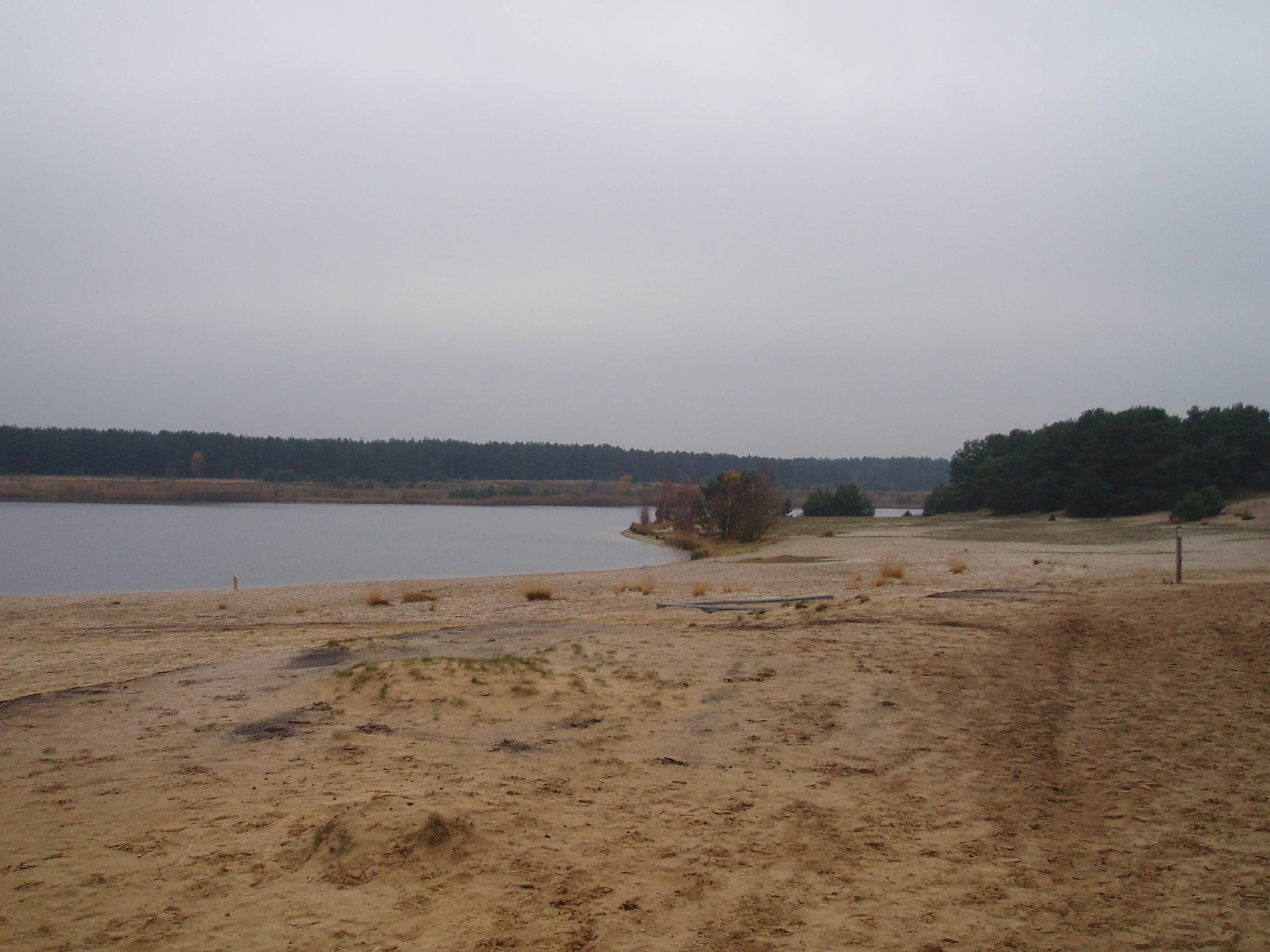
Lommelse Sahara
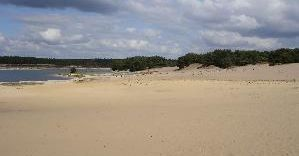
Lommelse Sahara
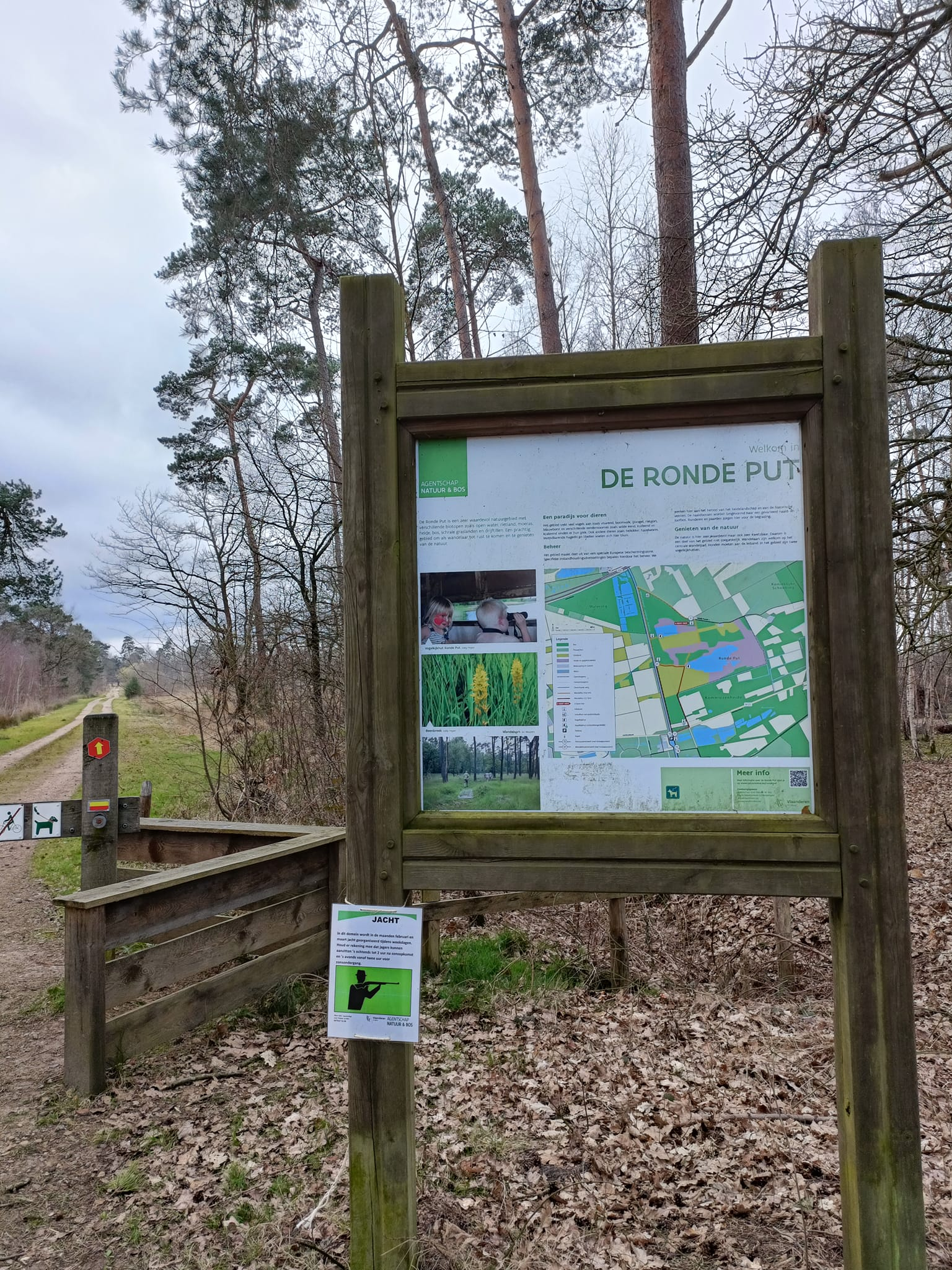
Ronde Put
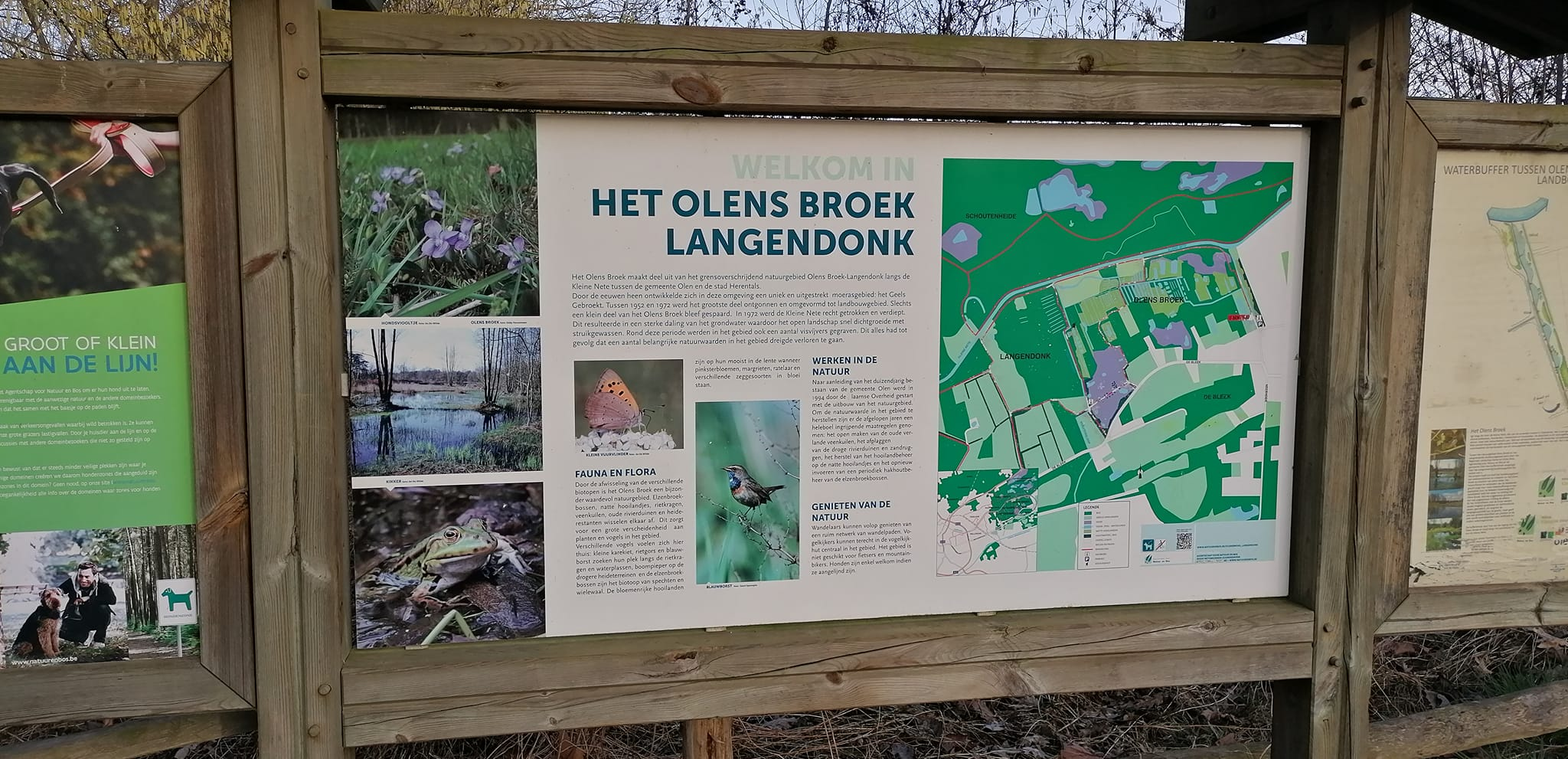
Olens Broek en Langendonk
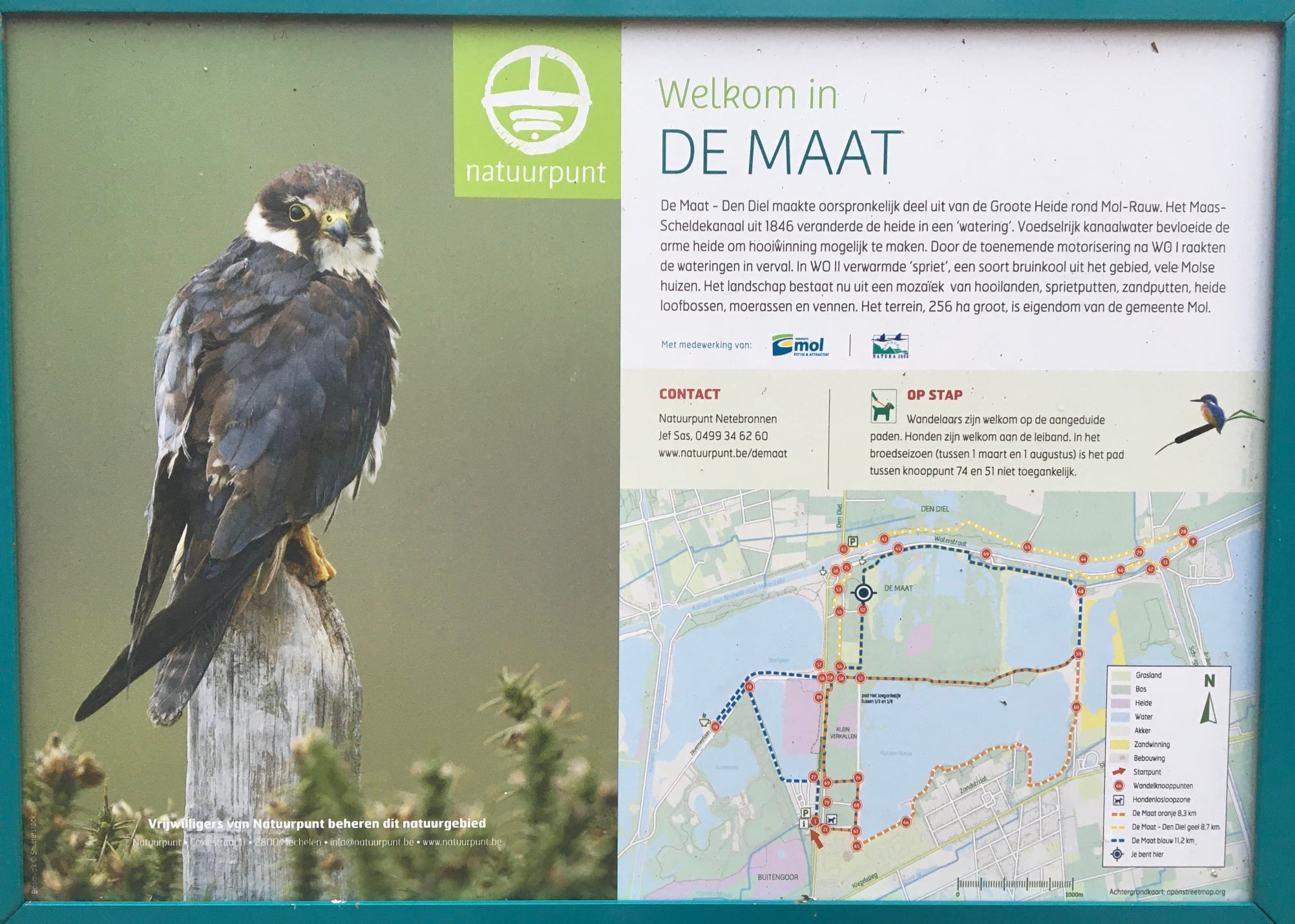
De Maat
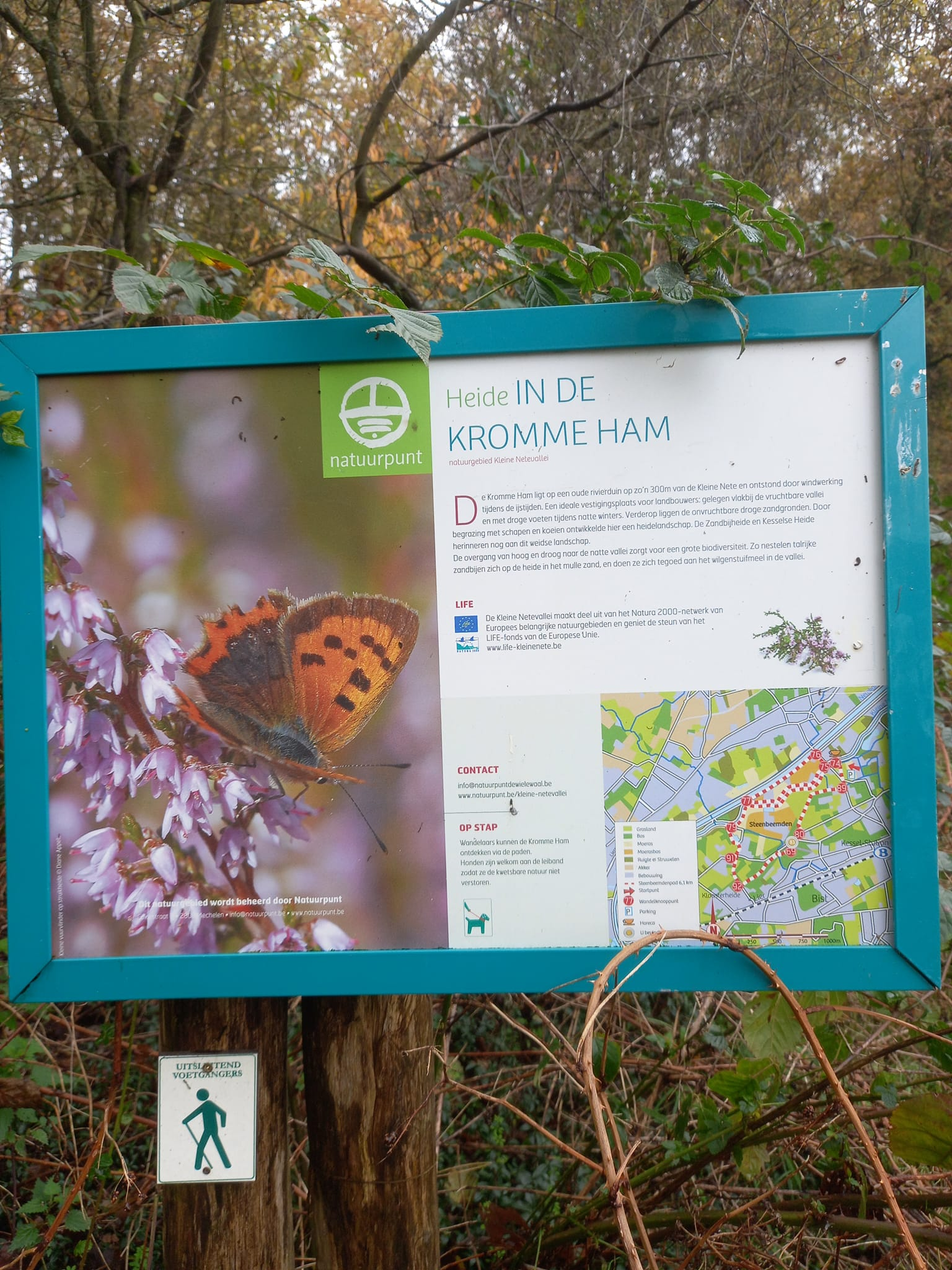
Kleine Netevallei
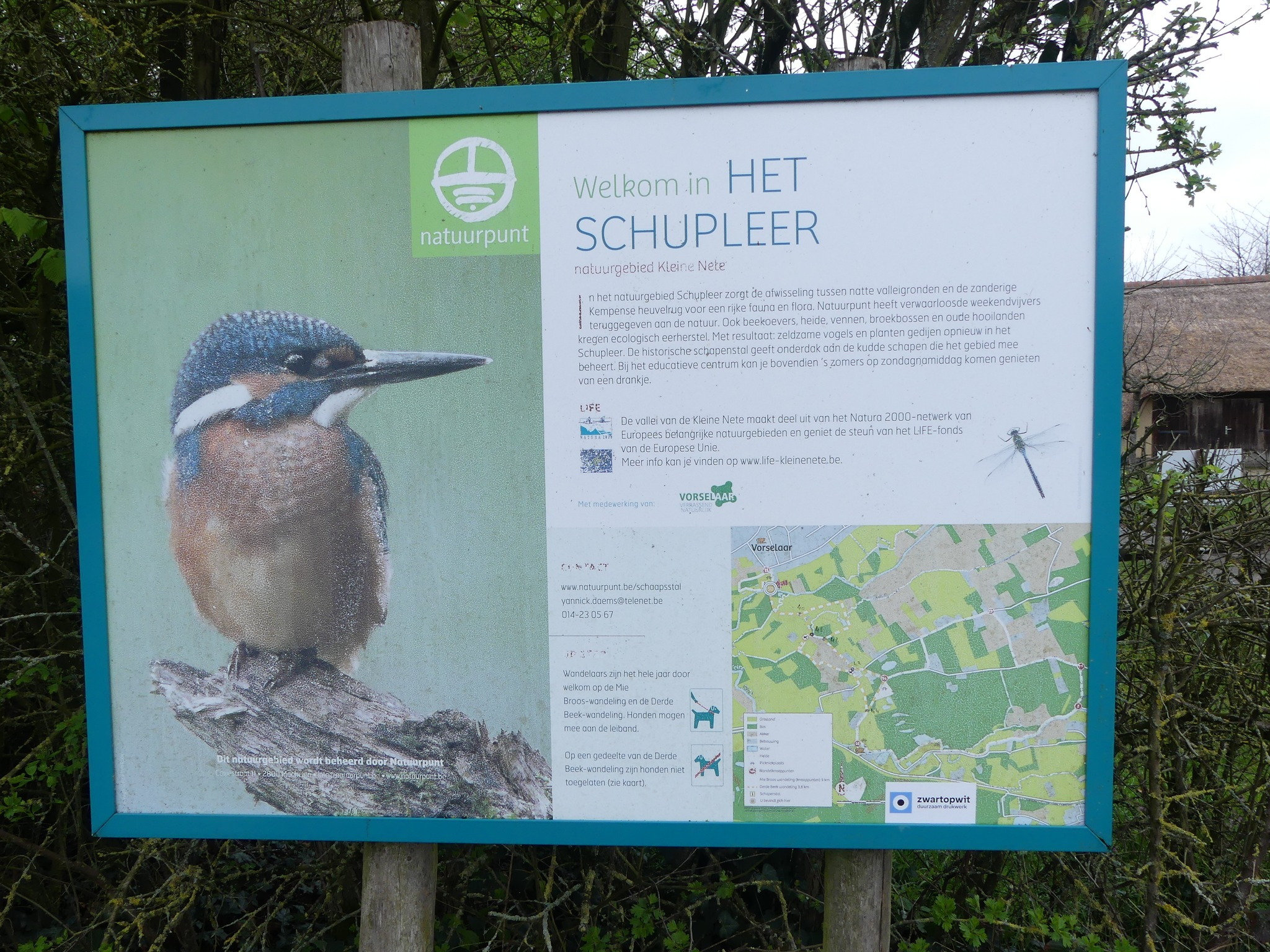
Schupleer-Graafweide
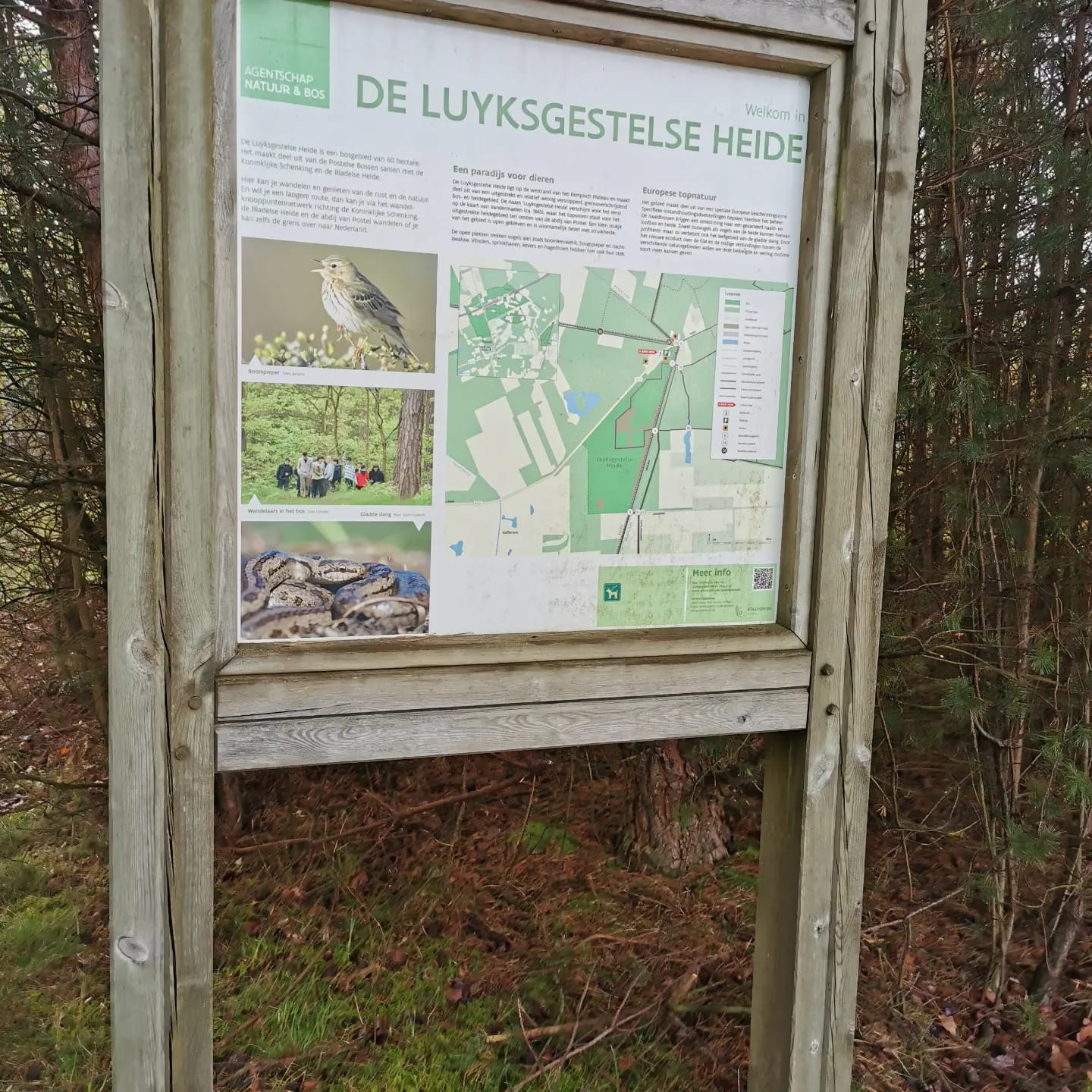
Luyksgestelse Heide